# Sigarenkoker

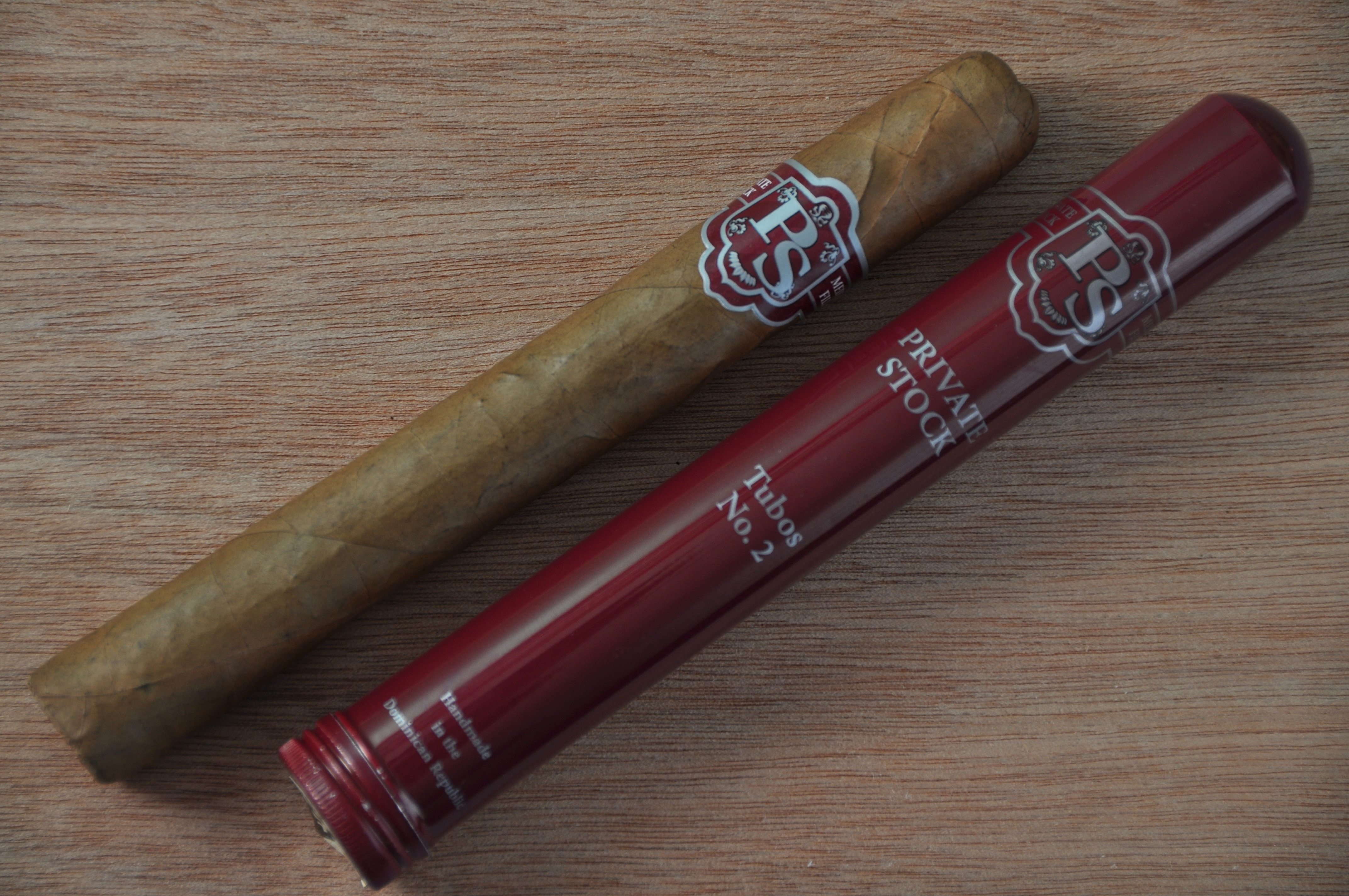

Een sigarenkoker is een buisje (normaliter gesproken van metaal) waarin sommige sigaren verpakt worden. Dit buisje is berekend op het formaat van de desbetreffende sigaar en is gewoonlijk aan één zijde afgerond, terwijl de andere, te openen zijde met een dopje is afgesloten, dat er soms is opgeschroefd.
De sigaar die typisch in een kokertje zit, wordt op grote schaal geproduceerd, en het merk staat op het kokertje afgedrukt. Vaak zit binnenin de sigaar gewikkeld in een opgerold stukje cederhout, waarvan gebruik kan worden gemaakt om de sigaar aan te steken: men breekt er dan een strookje af, steekt dit in brand en steekt vervolgens de sigaar met dit brandend stukje hout aan. Dit wordt gedaan om te voorkomen dat benzine- of zwavelaroma's van aanstekers of lucifers in de sigaar terechtkomen. Het komt tevens voor dat de bodem van de koker een klein kussentje van kunststof bevat waarop het diepe uiteinde van de sigaar rust. Dit dient om barstjes te voorkomen, wat voor een sigaar erg vervelend is daar men dan tijdens het roken door de buitenkant van de sigaar heen lucht intrekt.
Sommige, vooral duurdere, sigaren zitten in een glazen koker, en in bepaalde gevallen worden meerdere smalle sigaren (cigarillo's of panatela's) tezamen in één koker gestopt. In dat geval zijn de afzonderlijke sigaartjes normaliter nog eens afzonderlijk verpakt in plastieken of aluminiumhoesjes.
Sigaren in kokers hebben als voordeel dat ze veel minder kwetsbaar zijn voor schokken dan losse sigaren. Men vindt ze veelvuldig in willekeurige handelszaken, al betreft het in dat geval een vrij beperkt gamma aan grote merken. Voor de meer gespecialiseerde sigaar dient men zich uiteraard tot specifieke tabakswinkels te wenden, maar ook zulke sigaren bevinden zich dikwijls in kokers.